# Samuel Kiplimo Kosgei
Ne doit pas être confondu avec Sammy Koskei.
Samuel Kiplimo Kosgei (né le 20 janvier 1986 et mort le 26 mai 2023) est un athlète kényan spécialiste des courses sur route. 

## Carrière

### Palmarès
| Date | Compétition                       | Lieu    | Épreuve       | Résultat | Performance          |
| ---- | --------------------------------- | ------- | ------------- | -------- | -------------------- |
| 2007 | Outer Banks Half Marathon         |         | Semi-marathon | 1er      | 1 h 02 min 34 s      |
| 2008 | Reims à toutes jambes             | France  | Semi-marathon | 2e       |                      |
| 2009 | Semi-marathon de Berlin           | Berlin  | Semi-marathon | 2e       | 59 min 36 s          |
| 2009 | Londres 10 000                    | Londres | 10 km         | 2e       | 28 min 03 s          |
| 2010 | BIG 25 Berlin                     | Berlin  | 25 kilomètres | 1er      | 1 h 11 min 50 s (WR) |
| 2015 | Marathon international de la Paix | Košice  | Marathon      | 1er      | 2 h 7 min 7 s        |

### Records
| Épreuve       | Performance     | Lieu       | Date              |
| ------------- | --------------- | ---------- | ----------------- |
| 10 kilomètres | 27 min 49 s     | Porto Rico | 1er mars 2009     |
| 15 kilomètres | 43 min 04 s     | Lisbonne   | 21 mars 2010      |
| 20 kilomètres | 58 min 31 s     | Lisbonne   | 21 mars 2010      |
| Semi-marathon | 59 min 36 s     | Berlin     | 5 avril 2009      |
| 25 kilomètres | 1 h 11 min 50 s | Berlin     | 9 mai 2010        |
| 30 kilomètres | 1 h 27 min 49 s | Berlin     | 20 septembre 2009 |
| Marathon      | 2 h 6 min 53 s  | Dubaï      | 22 janvier 2016   |